# 知情同意
知情同意，又譯知情首肯（Informed consent），是醫學倫理、醫學法律、媒體研究及其他領域中的原則，指的是患者在了解所有事實的基礎上做出同意决策，即接受某種療法，並且已被寫入許多國家的法律以及国际法。
知情同意要求個人在做出涉及風險的決策之前，必須擁有足夠的信息和理解，這些信息可能包括治療的風險與益處、替代療法、患者在治療中的角色，以及他們拒絕治療的權利。
在大多數體系中，醫療提供者負有法律和道德責任，確保患者的同意基於充分的了解。此外，這一原則的應用範圍不僅限於醫療介入，還包括進行研究、披露個人醫療信息，或參加高風險的運動及娛樂活動時。